# Eragrostis intermedia
Eragrostis intermedia är en gräsart som beskrevs av Albert Spear Hitchcock. Eragrostis intermedia ingår i släktet kärleksgrässläktet, och familjen gräs. Inga underarter finns listade i Catalogue of Life.